# Kromosom
Kromosom je nitasta struktura v celičnem jedru. Je nosilec genov; sestavljen je iz DNK, histonov in nehistonskih beljakovin. V celičnem ciklusu so kromosomi vidni predvsem med mitozo in mejozo. Število in zgradba kromosomov so značilni za vrsto evkariontskega organizma.
Število kromosomov je od vrste do vrste različno; v celicah vinske mušice jih je na primer 8, v človeških celicah pa 46. Zvitki iz DNK in beljakovin, ki sestavljajo kromosom evkariontskih celic, morajo biti natančno urejeni in strnjeni, da se lahko ogromne molekule DNK stisnejo v celično jedro. Prokarionti (bakterije in arheje) imajo v celici običajno po en krožni kromosom.
Strnjeni kromosomi pri evkariontih nastanejo med celično delitvijo na sledeč način: najprej ima molekula linearno zgradbo. Potem se prvič zvije, in sicer spiralno, zato je tudi v obliki dvojne vijačnice. Drugič se ovije okoli histonov ali histonskih beljakovin. Ta skupek se imenuje nukleosom. Posamezni paketi izgledajo kot vozli na vrvi. Nukleosomi se združujejo v nukleosomske pakete, takrat se zvijejo tretjič. Četrtič se več paketov zgosti in nastane struktura četrtega zvijanja. Nastali produkt se imenuje kromatin ali kromatinsko vlakno. Več kromatinov se pred delitvijo, natančneje v profazi, ki je prvo obdobje delitve (ostala so še: metafaza, anafaza in telofaza). Zvijejo se še petič, in takrat je izoblikovan kromosom.
Kromosomi v celičnem jedru niso vidni, niti pod mikroskopom, če celica ni v fazi delitve. Med celično delitvijo pa postane DNK v kromosomu tesneje strnjena in takrat so kromosomi vidni pod mikroskopom. Do večina znanih dognanj o kromosomih so tako raziskovalci prišli s pomočjo celic v fazi delitve.

## Kromosomi pri prokariontih
Pri prokariontih (bakterijah in arhejah) se v celici nahaja praviloma en krožni kromosom, vendar obstajajo številne različice. Pri večini bakterij merijo kromosomi od samo 160.000 baznih parov (endosimbiozna bakterija Candidatus Carsonella ruddii) do 12.200.000 baznih parov (v prsti živeča bakterija Sorangium cellulosum). Spirohete rodu borelija (npr. Borrelia burgdorferi, ki povzroča lymsko bolezen) so primer izjeme – njihovo dednino predstavlja en linerani kromosom.

### Zgradba
Pri prokariontih so kromosomi manj sekvenčno opredeljeni kot pri evkariontih. V bakterijkih kromosomih se običajno nahaja le ena začetna točka podvojevanja oziroma replikacije, pri nekaterih arhejah pa je že prisotno večje število takih začetnih mest. Geni na prokariontskih kromosomih so često organizirani v tako imenovane operone in za razliko od evkariontskih običajno ne vsebujejo intronov.

### Spravljanje DNK
Prokarionti nimajo celičnega jedra in pri njih se DNK organizira v strukture, imenovane nukleoidi. Nukleoid je ločena struktura, ki zavzema določeno regijo znotraj bakterijske celice, vendar ostaja dinamična. V nukleotidu bakterijske celice so na DNK vezane histonom podobne beljakovine. Pri arhejah je DNK še bolj organizirana ter se spravlja v strukture, podobne evkariontskim nukleosomom.
Bakterijski kromosomi so običajno pričvrščeni na bakterijsko celično membrano, kar se v molekularnobioloških metodah izrablja pri izolaciji plazmidne DNK s centrifugiranjem liziranih bakterijskih celic, saj plazmidna DNK ni vezana na membrano.
Prokariontski kromosomi in plazmidi so na splošno dodatno zviti, podobno kot evkariontska DNK. DNK mora najprej preiti iz dodatno zvitega v sproščeno obliko, da lahko potekajo procesi prepisovanja, podvojevanja in genske regulacije (uravnavanja izražanja genov).

## Kromosomi pri evkariontih
Evkariontski kromosomi so zgrajeni iz kompleksov med DNK in beljakovinami, ki so zelo strnjeni, kar omogoča spravljanje velike količine DNK v celično jedro. Podenota kromosoma je kromatin. Osnovne biokemijske sestavine kromosoma so molekule DNK in dve vrsti beljakovin: histoni in v majhni količini nehistonske kromosomske beljakovine. Histoni so družina malih beljakovin, ki imajo sorazmerno velik delež bazičnih aminokislinskih ostankov lizina in arginina. DNK je ovita okoli histonske sredice, sestavljene iz osmih molekul histona. Tako se tvorijo nukleosomi, ki so stabilizirani z vodikovimi vezmi med pozitivno nabitimi lizinskimi in argininskimi ostanki v histonih in negativno nabitimi fosfatnimi skupinami v zgradbi DNK.